# Cerastes
Cerastes Laurenti, 1768 è un genere di serpenti velenosi della famiglia Viperidae. 

## Tassonomia
Il genere comprende le seguenti specie:
- Cerastes boehmei Wagner & Wilms, 2010
- Cerastes cerastes (Linnaeus, 1758)
- Cerastes gasperettii Leviton & Anderson, 1967
- Cerastes vipera (Linnaeus, 1758)